# 천자오쯔
천자오쯔(중국어 정체자: 陳昭姿, 병음: Chén Zhāozī, 1969년 5월 1일 ~ )는 타이완의 정치인, 제11대 입법위원이다. 